# Ray (Zeitschrift)
Das ray Filmmagazin ist eine zehnmal jährlich erscheinende Zeitschrift für Kino und Neue Medien, und gilt als eines der wichtigsten österreichischen Filmmagazine. Die Ausgaben Juli / August und Dezember / Januar sind Doppelhefte.
Die erste Ausgabe von ray erschien im April 2001. Die Redaktion setzte sich damals zusammen aus Andreas Ungerböck (Chefredakteur), Bernhard Seiter und Maya McKechneay.
Nach dem Konkurs des herausgebenden Wiener Verlags PVS Verleger im September 2005 entschied sich Andreas Ungerböck mit einigen Mitarbeitern, ray aus der Konkursmasse herauszukaufen und selbst weiterzuführen.
Seit Dezember 2005 erscheint das Magazin nun beim dafür neu gegründeten Verlag substance media unter den Herausgebern Andreas Ungerböck und Mitko Javritchev.
Der Vertrieb in Österreich erfolgt durch den Pressevertrieb Morawa, in Deutschland durch den Schüren Verlag.
Zusätzlich zu den regulär erscheinenden Heften gibt das ray Filmmagazin Sonderhefte bzw. Programmzeitschriften zu folgenden Themen bzw. Veranstaltungen heraus:
Crossing Europe Filmfestival Linz, Diagonale in Graz, Viennale, Internationales Kinderfilmfestival Wien sowie diverse Sonderhefte zu Firmenjubiläen usw.

## Filmpreise
ray vergab / vergibt Filmpreise auf folgenden Filmfestivals in Österreich.
ray Publikumspreis (Crossing Europe)
Der Publikumspreis wurde von 2006 bis 2010 an den Regisseur eines Films im europäischen Wettbewerb vergeben.
- Preisträger 2006: Sergej Stanojkovski (Mazedonien) für Kontakt
- Preisträger 2007:  Gérald Hustache-Mathieu (Frankreich) für Avril
- Preisträger 2008: Stefan Arsenijević (Serbien) für Love and other Crimes
- Preisträger 2009: Alexis Dos Santos (Vereinigtes Königreich) für Unmade Beds
- Preisträgerin 2010: Séverine Cornamusaz (Schweiz) für Cœur Animal

ray Publikumspreis (Vienna Shorts)
Der Publikumspreis wurde 2007 und 2008 an den Regisseur eines Kurzfilms im internationalen Wettbewerb und von 2009 bis 2012 im österreichischen Wettbewerb vergeben. Seit 2013 gibt es drei ray Publikumspreise bei Vienna Independent Shorts: in den internationalen Wettbewerben Fiction & Documentary und Animation Avantgarde sowie im österreichischen Wettbewerb.
- Preisträgerin 2007: Astrid Rieger (Deutschland) für Apple On a Tree und Mammal
- Preisträger 2008: Radu Jude (Rumänien) für The Tube With a Hat
- Preisträgerin 2009: Sasha Pirker (Österreich) für Angelica Fuentes, The Schindler House
- Preisträger 2010: Robert Cambrinus (Österreich / Vereinigtes Königreich) für Commentary
- Preisträger 2011: Christoph Schwarz (Österreich / China) für Supercargo
- Preisträger 2012: Dinko Draganovic (Österreich) für Tatin Ponos
- Preisträger 2013: Robert Cambrinus (Österreich / Vereinigtes Königreich) für I Can’t Cry Much Louder Than This, Joseph Pierce (Vereinigtes Königreich) für The Pub und Ulrike Kofler (Österreich) für Wir fliegen

ray-Filmmagazin-Dokumentarfilmpreis (Internationales Film Festival Innsbruck)
Der Preis, der zuvor Christian Berger-Dokumentarfilmpreis hieß, ging an die Regisseurin des besten Dokumentarfilms im internationalen Wettbewerb. Er wurde nur 2007 vergeben.
- Preisträgerin 2007: Aysun Bademsoy (Deutschland) für Am Rand der Städte